# Le Nouveau Nom
Le Nouveau Nom (Storia del nuovo cognome en italien) est le second tome de la tétralogie L'Amie prodigieuse écrite par Elena Ferrante. Ce roman retrace l'histoire de deux jeunes filles, Elena Greco, dite Lenù, et Raffaella Cerullo, dite Lila. Il parait en France en janvier 2016 aux éditions Gallimard et est traduit par Elsa Damien.

## Résumé
L’histoire reprend au mariage de Lila Cerullo et Stefano Carracci, un épicier fortuné. Lenù et Lila sont alors âgées de 16 ans. La jeune épouse Lila Carracci découvre que son mari pactise avec la famille Solara, une famille riche du quartier. Monarchistes et fascistes, les Solara sont liés à des trafics illégaux issus de la dernière guerre. Lila prend conscience qu'elle ne pourra pas pardonner cette trahison à son mari. Petit-à-petit, elle découvre la face cachée de son mari qui s’avère être un homme violent. Elle en arrive à le mépriser et à ne pas souhaiter qu’il la touche, mais celui-ci l'y contraint. Lila travaille dans la boutique de sa belle-famille. Parallèlement, une boutique de chaussures au nom de Cerullo ouvre en ville, concrétisant ainsi le rêve de Lila et de son frère, Rino, de voir un jour une marque à leur nom. Cependant, l'implication des Solara l'attriste profondément.
Lenù poursuit ses études dans lesquelles elle excelle, même si des remises en questions la traversent continuellement. Ses études lui permettent de prendre des distances avec le quartier, sans pouvoir s’en défaire complètement. Elle est surprise de l'invitation chez elle pour une soirée entre jeunes  de Mme Galiani, sa professeure. Elle découvre lors de cette soirée un autre monde cultivé : des jeunes qui développent des opinions sur le contexte politique italien, mais aussi mondial. Finalement, elle ose exprimer une opinion qui reçoit l'approbation de sa prof. 
Elle est éperdument amoureuse de Nino Sarratore, un jeune homme issu du même quartier, qui, comme elle, poursuit ses études. Elle multiplie les actes pour attirer son attention et vante son intelligence et sa beauté.
L'été arrivé, les deux amies partent en vacances à Ischia avec la mère et la belle-sœur de Lila. Celle-ci est censée reprendre des forces pour donner un enfant à Stefano. Là-bas, elles retrouvent Nino. Lenù est prête à tout pour lui ; ensemble ils discutent du monde et de la politique, Lenù le laissant parler la plupart du temps. Cependant, le coté énigmatique de Lila va rapidement attirer l’attention de Nino,
À la suite de sa réussite à l'examen de fin d'études secondaires, ses professeurs l'incitent à postuler pour enter à l'École Normale de Pise. Elle est admise. En 3e année, malgré un cursus universitaire satisfaisant, elle est lucide sur l'image qu'elle renvoie à son entourage : elle reste une Napolitaine avec son accent et ainsi perçue un peu comme une étrangère et surtout elle ne peut pas se départir de son origine familiale modeste et inculte .
Le roman s'inscrit dans un décor réaliste, celui du Naples des années 1950-1960. Les deux jeunes filles, issues d'un faubourg pauvre où règnent la corruption et la violence, sont aux prises avec la société patriarcale de l'époque et le déterminisme social. Par des stratégies différentes, les deux jeunes filles tentent tant bien que mal de fuir leur condition. C'est aussi l'histoire d'une amitié indéfectible mais semée d'embûches. À travers la narration de Lenù, le roman est une fresque à la fois intime et politique.

## Réception et adaptation
En 2016, en France, Le Nouveau Nom s’est vendu à 130 000 exemplaires en grand format, puis 300 000 en format de poche. La même année, le roman est élu « meilleur livre de l'année » par le Magazine Lire. La rédaction justifie son choix en ces termes : « Aucune œuvre ne nous aura plus séduits cette année que cette saga au long cours, née sous la plume d'une auteure anonyme ».
La saga s'est vendue à plus de dix millions d'exemplaires à travers le monde ; elle a particulièrement de succès en France, aux États-Unis et au Royaume-Uni. L'œuvre est traduite dans plus de quarante langues.

## Adaptation à la télévision
Le Nouveau Nom est adapté dans la saison 2 de la série télévisée intitulée L’Amie prodigieuse et est disponible en France depuis le 2 avril 2020 sur Canal+. Lila y est interprétée par l'actrice Gaia Girace, et Lenu par Margherita Mazzucco.